# Ipoly

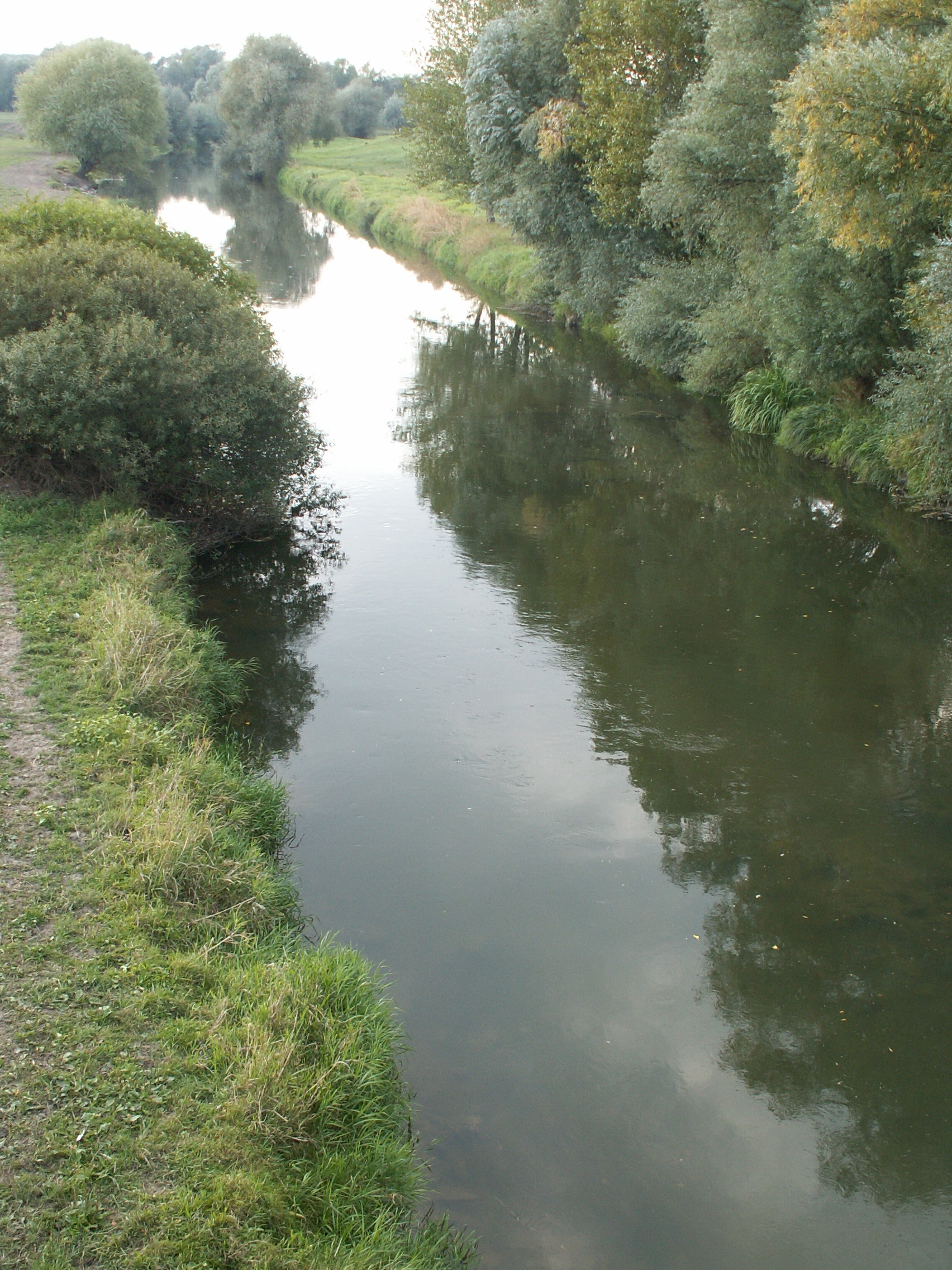
A folyó Ipolyságnál

Az Ipoly (németül: Eipel, szlovákul: Ipeľ) folyó Szlovákiában és Magyarországon, a Duna egyetlen balparti mellékfolyója Magyarországon. Neve valószínűleg ősi, indoeurópai eredetű.

## Földrajz
Szlovákiában, a Vepor-hegységben ered, az Ipoly-hegy tövében (1058 m). Eleinte dél felé folyik. Itt létesült a Málnapataki-víztározó. Kálnónál délnyugat felé veszi az irányt, belépve a Nógrádi-medencébe. Magyarországot Ipolytarnócnál éri el. Szécsénykovácsinál nyugati irányba fordul, majd Balassagyarmat és Ipolyság érintése után ismét dél felé, ezen a  szakaszon a magyar–szlovák határon (Nógrád vármegye) folyik – kivéve a Tesmag és Tésa közötti szakaszt –, megkerüli a Börzsönyt, majd Szobnál ömlik a Dunába. A folyó jelenlegi hossza 212,43 km (szabályozás előtt 254 km); esése a teljes szakaszon 596 m. Vízjárása rendkívül ingadozó. Átlagos vízhozama Letkésnél 25,4 m³/s.

### Mellékvizek
Jelentősebb mellékvizei:
- Selmec-patak
- Lókos-patak
- Korpona-patak
- Fekete-víz
- Dobroda-patak
- Kemence-patak (bal)
- Börzsöny-patak (bal)
- Nyerges-patak (bal)

Jobb oldali mellékvizek:
- Krivány patak
- Masková patak
- Tiszovníki patak
- Sztrácinyi patak
- Kürtösi patak
- Nagy patak

### Élővilág
Magyarországon egyedülálló állat- és növényfajok találhatóak a környékén. Ennek köszönhetően mára a térséget nemzeti parkká nyilvánították (→ Duna-Ipoly Nemzeti Park); az 1997-ben létrehozott nemzeti park több mint 2000 ha érintetlen területet mentett meg. A két part menti ország környezetvédőinek kezdeményezésére megalakult 1992-ben Ipolyságon az Ipoly Unió.
Az 1970-es években a szlovákiai területen folyószabályozási láz indult el, ez az Ipoly magyarországi területein is érezhető még ma is. A mára fennmaradt érintetlen területeket a nemzeti park védi. A folyó Magyarország egyik legszeszélyesebb folyója: volt rá példa, hogy szinte teljesen kiszáradt; volt, amikor az idegen szemlélő hajózható folyónak látta.

### Adatok
- Teljes (szabályozatlan) hossza: 254 km
  - Magyarországi hossza: 143 km
- Esése (a teljes hosszon): 596 m
- Vízgyűjtő terület: 5108 km2
  - Magyarországi terület: 1518 km2
- Átlagos vízfelület magyar területen: 235 ha
- Növényzete: változó, kemény- és puhafa galériaerdők, égerligetek, gyep, sás, nádas
- Állatvilág: az Ipolyban közel 50 halfaj honos (a teljes hosszon)

## Települések a folyó mentén
(Zárójelben a szlovák név szerepel.)
- Sekcia, Látka (Látky) része
- Farkasvölgypuszta (Vičovo)
- Ipolypuszta (Ipeľ)
- Ipolypatakpuszta (Ipeľský Potok)
- Jópatakpuszta (Dobrý Potok)
- Málnapatak (Málinec)
- Ozdin (Ozdin)
- Hrabovská, Várkút (Hradište) része
- Ipolybeszterce (Bystrička)
- Ipolymagyari (Uhorské)
- Ipolyróna (Rovnany)
- Poltár (Poltár)
- Ipolyszele (Zelené)
- Ipolyberzence (Breznička)
- Kálnó (Kalinovo)
- Pinc (Pinciná)
- Bolyk (Boľkovce)
- Ipolynyitra (Nitra nad Ipľom)
- Ipolygalsa (Holisa)
- Fülekkelecsény (Fiľakovské Kľačany)
- Lázipuszta (Lazy)
- Terbeléd (Trebeľovce)
- Terbeléd-Mulyadka (Muľka)
- Rapp (Rapovce)
- Panyidaróc (Panické Dravce)
- Kalonda (Kalonda)
- Vilke (Veľká nad Ipľom)
- Ipolytarnóc
- Kisdályó (Malé Dálovce)
- Litke
- Tőrincs (Trenč)
- Rárós (Rároš)
- Ráróspuszta
- Hámor
- Rárósmúlyad (Muľa)
- Nógrádszakál
- Bussa (Bušince)
- Ludányhalászi
- Csalár (Čeláre)
- Csalár-Kürt (Kírť)
- Pőstyénypuszta (Szécsény része)
- Petőpuszta (Peťov)
- Szécsénykovácsi (Kováčovce)
- Hugyag
- Ipolyvarbó (Vrbovka)
- Őrhalom
- Erdőszelestény (Selešťany)
- Tótgyarmat (Slovenské Ďarmoty)
- Balassagyarmat
- Újkóvár
- Kóvár (Koláre)
- Ipolyszög
- Nagycsalomja (Veľká Čalomija)
- Dejtár
- Ipolykeszi (Kosihy nad Ipľom)
- Ipolybalog (Balog nad Ipľom)
- Ipolyvece
- Ipolynagyfalu (Veľká Ves nad Ipľom)
- Ipolyhídvég (Ipeľské Predmostie)
- Drégelypalánk
- Tesmag (Tešmák)
- Hont
- Parassapuszta
- Homok (Homok)
- Ipolyság (Šahy)
- Pereszlény (Preseľany nad Ipľom)
- Gyerk (Hrkovce)
- Ipolyvisk (Vyškovce nad Ipľom)
- Bernecebaráti
- Szete (Kubáňovo)
- Lontó (Lontov)
- Tésa
- Ipolyszakállos (Ipeľský Sokolec)
- Perőcsény
- Vámosmikola
- Ipolybél (Bielovce)
- Ipolypásztó (Pastovce)
- Nagybörzsöny
- Ipolytölgyes
- Ipolykiskeszi (Malé Kosihy)
- Ipolyszalka (Salka)
- Letkés
- Leléd (Leľa)
- Ipolydamásd
- Helemba (Chľaba)
- Szob

## Történelem
A folyó letkési szakaszán 2009 nyarán egy öt méter hosszú, egyetlen tölgyfából kifaragott bödönhajót találtak. Ez az első hajólelet, ami az Ipolyból került elő. A dendrokronológiai vizsgálat szerint a fát legkorábban 1698-ban vághatták ki. A roncsot kiemelték, és ideiglenesen egy bányatóba süllyesztették konzerválás céljából.

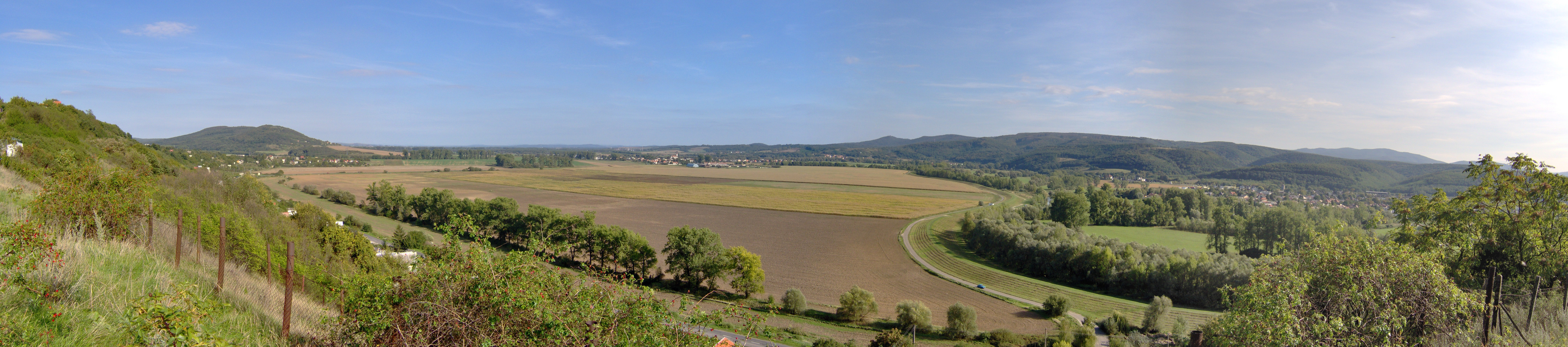
Az Ipoly völgye Tesmagnál

Az trianoni békeszerződés alapján a Magyarország és Csehszlovákia közötti határ megállapításakor a folyót határfolyónak tették meg. 1927 körül keletkezett az az ezzel kapcsolatos legenda, hogy az Ipolyt (a Ronyva patakkal együtt) a csehszlovák fél hajózhatónak állította be, és az így lehetett, az antant tárgyalók megtévesztésével, határfolyó. Ennek nincs alapja; a csehszlovák fél a határvonalat ennél is délebbre kívánta meghatározni.

## Közlekedés
Az első világháború előtt 47 közúti hídon lehetett átkelni a folyón. Jelenleg Letkés-Ipolyszalka, Ipolyság-Ipolyság-Homok, Ipolyság-Pereszlény felé, Balassagyarmat-Tótgyarmat, Szécsény (Pösténypuszta) - Pető Rárós–Ráróspuszta és Helemba-Ipolydamásd határátkelőhelyeken vezet át híd a folyó alsó szakaszán. A legdélebbi megmaradt hidat Ipolydamásd és Helemba között 2000-ben a jeges ár vitte el.[forrás?] 2023-ban átadták a Helemba és Ipolydamásd közötti új hidat. Egy másik híd pedig Vámosmikola és Ipolypásztó között épülhet meg Archiválva 2016. március 5-i dátummal a Wayback Machine-ben. Az Ipoly (a Dunával együtt) kettéválasztja az Ister-Granum Eurorégió magyar és szlovák részeit. Az új hidak megépülésével Pest vármegye és a szlovákiai Nyitrai kerület korábban összetartozó részei újra közös gazdasági régiót alkothatnak. A hidak építésével egyidejűleg tervbe van véve a Tésa és Ipolyvisk közötti közúti kapcsolat helyreállítása is. Ezenkívül van még egy sor vasúti híd is, és természetesen említeni kell a Kalonda és az áradat közötti hidakat.